# Советский (Гулькевичский район)
Советский — посёлок в Гулькевичском районе Краснодарского края России. Входит в состав сельского поселения Кубань.

## Население
| 2002 | 2010  |
| ---- | ----- |
| 1007 | ↗1011 |

## Улицы
- ул. Восточная,
- ул. Кубанская,
- ул. Мира,
- ул. Новая,
- ул. Парковая,
- ул. Садовая,
- ул. Спортивная,
- ул. Степная,
- ул. Трудовая,
- ул. Южная[5].